# Villa Clementine (Purmerend)
Villa Clementine is een rijksmonumentale villa aan de Plantsoengracht 8, in de Noord-Hollandse plaats Purmerend. De villa staat tevens aan de voormalige schapenmarkt.

## Geschiedenis
Nicolaas Brantjes liet de villa in 1880 bouwen en vernoemde deze naar zijn echtgenote. Het ontwerp is van de hand van architect Jacobus Lankelma. Na verkoop aan de gemeente deed het vanaf 1910 dienst als gemeentehuis, drie jaar later als het kantongerecht Purmerend. Het pand deed lange tijd ook dienst als kantoor voor de ontvanger der Registratie en Domeinen.
Het pand werd in 2015 gerestaureerd en is niet langer in gebruik als woning. Ornamenten zijn hersteld, sommige zaken zijn herbouwd, en de indeling met verschillende ruimtes is behouden. Het pand heeft sinds 2016 de functie van evenementenlocatie.

## Exterieur
Het exterieur van de villa is bekleed met een grote hoeveelheid hout, hiermee wilde Lankelma het beroep van zijn opdrachtgever weergeven: houthandelaar. Het hout werd rondom de kap gebruikt in de vorm van opengewerkte lambrequin-motieven. In het midden van elke gevelas is een kleine steekkap op het latwerk geplaatst. De gevels zijn opgetrokken in rode handvorm baksteen en gemetseld in kruisverband. Alle vier de gevels staan op een hardstenen voet. In de voorgevel bevindt zich een verdiepte ingang. Boven de ingang is een balkon geplaatst. De linker zijgevel bestaat uit drie vensterassen, de rechter uit vijf. Aan de rechtervleugel lag van origine een veranda over de volle breedte van de gevel. Op de verdieping bevond zich een balkon, eveneens over de volle breedte van de gevel.
Het tentdak heeft een flauwe helling en is geknikt. De schoorstenen en originele dakbedekking zijn verwijderd.

## Interieur
De originele indeling is grotendeels bewaard gebleven. De plafonds zijn voorzien van stucwerk. Ander stucwerk is als supraporte boven de deuren geplaatst. De trap is een wenteltrap in de vorm van een halve ovaal.